# Programari gratuït
El programari gratuït (en anglès freeware) és un programari que es distribueix sense cap cost. De vegades s'inclou el codi font, però no és necessari.
El programari gratuït sol incloure una llicència d'ús, que permet que se'l redistribueixi, però amb algunes restriccions com la prohibició de modificar l'aplicació o vendre-la, o l'obligació de retre comptes de l'autor. També es pot desautoritzar l'ús amb fins comercials o per una entitat governamental.
Alguns desenvolupadors publiquen versions de programari gratuït dels seus productes per obtenir usuaris que puguin estar disposats a pagar per una versió més completa, o perquè és una edició obsoleta. D'altres ho fan perquè no consideren que aquest programa pugui generar un guany econòmic, o perquè creuen en el valor d'oferir una cosa gratis. Contràriament al que hom creu, els programes de programari lliure no són pas necessàriament gratuïts.
Altres menes de llicències de distribució de programari són programari de prova, postcardware, programari gratuït amb donació o programari descatalogat, entre d'altres.

## Possibles confusions
Quan el programari gratuït té una sèrie de limitacions d'ús (duració, capacitats, publicitat...) que s'ofereixen només a la versió de pagament del programa, es diu programari de prova. Alguns exemples de programari de prova són l'eina de descompressió WinRAR, Adobe Photoshop, etc. Que limiten el seu ús a un cert nombre de dies (versió trial) si no es compra.
També pot ser que el programari sigui gratuït però contingui publicitat (com per exemple Windows Live Messenger). Aquest tipus de programari és conegut com a programari de prova. Si aquest programa disposa de versió sense publicitat pagant, també és programari de prova.
També és important aclarir que no és el mateix programari gratuït que programari lliure, ja que aquest últim no ha d'ésser necessàriament gratuït i ha de complir una sèrie de llibertats. Programari lliure i programari gratuït se solen confondre, ja que la paraula "free" en anglès tant pot significar gratuït com lliure.
| Llicències de programari | Llicències de programari                            | Llicències de programari                                             | Llicències de programari                                                    | Llicències de programari            | Llicències de programari | Llicències de programari      |
| Drets cedits             | Domini públic                                       | FOSS no protectiu Permissiu (Codi obert)                             | FOSS protectiu Copyleft (Programari lliure)                                 | Freeware Shareware Freemium         | De propietat             | Secret comercial              |
| ------------------------ | --------------------------------------------------- | -------------------------------------------------------------------- | --------------------------------------------------------------------------- | ----------------------------------- | ------------------------ | ----------------------------- |
| Drets d'autor            | No                                                  | Sí                                                                   | Sí                                                                          | Sí                                  | Sí                       | Sí                            |
| Dret d'ús                | Sí                                                  | Sí                                                                   | Sí                                                                          | Sí                                  | Sí                       | No                            |
| Dret de Visualització    | Sí                                                  | Sí                                                                   | Sí                                                                          | Sí                                  | Sí                       | SÍ                            |
| Dret de còpia            | Sí                                                  | Sí                                                                   | Sí                                                                          | Sovint                              | No                       | No                            |
| Dret a modificar         | Sí                                                  | Sí                                                                   | Sí                                                                          | No                                  | No                       | No                            |
| Dret a distribuir        | Sí                                                  | Sí, sota la mateixa llicència                                        | Sí, sota la mateixa llicència                                               | Sovint                              | No                       | No                            |
| Dret a subllicenciar     | Sí                                                  | Sí                                                                   | No                                                                          | No                                  | No                       | No                            |
| Filosofia                | A disposició del públic. Exonerat de drets d'autor. | Similar i posterior al copyleft. Mínimes restriccions per a l'usuari | Accés al codi i més. Metodologia en el desenvolupament i entrega al públic. | Propòsits publicitaris o comercials | Propòsits comercials     | Diferents motius              |
| Exemples                 | SQLite, ImageJ                                      | Apache web server, ToyBox                                            | Linux kernel, GIMP                                                          | Irfanview, Winamp                   | Windows, Half-Life 2     | Server-side World of Warcraft |
| Drets d'autor            |                                                     |                                                                      |                                                                             |                                     |                          |                               |

1. ↑  «programari de propietat a Termcat».